# La Clef des champs (film, 1916)
Pour les articles homonymes, voir La Clef des champs.
Pour plus de détails, voir Fiche technique et Distribution.
La Clef des champs (The Ragged Princess) est un film muet américain réalisé par John G. Adolfi, sorti en 1916.

## Synopsis
Après avoir fui un orphelinat, la jeune Alicia Jones se déguise en garçon pour obtenir un travail dans une ferme. Elle tombe amoureuse de Harry Deigan, un agriculteur qui connaît son secret, mais lorsque le propriétaire de la ferme le découvre, il la congédie.

## Fiche technique
- Titre original : The Ragged Princess
- Réalisation : John G. Adolfi
- Scénario :  John W. Kellette, d'après une histoire de Frederick Chapin
- Photographie : Rial Schellinger
- Société de production : Fox Film Corporation
- Pays de production :  États-Unis
- Métrage : 1 500 m (5 bobines[1].)
- Format : Noir et blanc — 35 mm — 1,33:1 — Muet
- Durée : 50 minutes
- Dates de sortie :
  - États-Unis : 16 octobre 1916
  - France : 20 février 1920

## Distribution
- June Caprice : Alicia Jones
- Harry Hilliard : Harry Deigan
- Richard Neill : Thomas Deigan
- Tom Burrough : Dr. Halpern
- Florence Ashbrooke : Mrs. Langford
- Sidney Bracey : Toby Rice
- Caroline Harris : Housekeeper
- Jane Lee : Little Jane
- Katherine Lee : Little Katherine